# 福氏似弱棘魚
福氏似弱棘魚，為輻鰭魚綱刺尾鯛目弱棘魚科似弱棘魚屬的其中一種，分布於印度太平洋區，包括印尼、越南、菲律賓、所羅門群島海域，棲息深度5-60公尺，體長可達14公分，生活在礁沙混合區海域，為底棲性魚類，屬肉食性，以浮游生物為食，可作為觀賞魚。

## 擴展閱讀
維基物種上的相關：福氏似弱棘魚